# قشلاق خانلو
قشلاق خانلو هي قرية في مقاطعة كليبر، إيران. عدد سكان هذه القرية هو 130 في سنة 2006.